# Fluvi

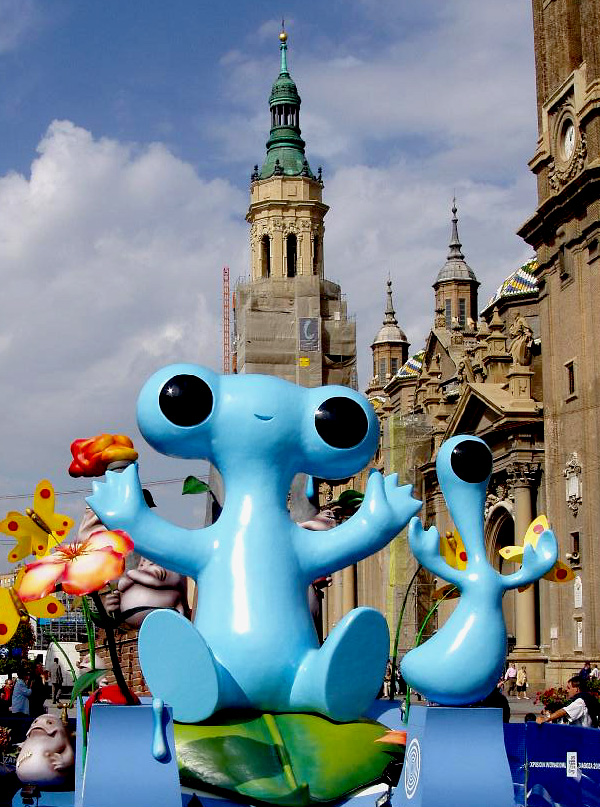
Fluvi, la mascotte de l'Exposition spécialisée de 2008.

Fluvi est la mascotte officielle de l'Exposition spécialisée de 2008, qui s'est tenue à Saragosse en 2008. Son nom évoque le mot latin « flumen » signifiant « fleuve », d'autant plus que Saragosse est bâtie sur les rives de l'Èbre. Il s'agit également de l'acronyme de « flumen vitae » (« fleuve de vie »). 
Il s'agit d'une goutte d'eau qui a une tête de requin marteau. Le message d'une telle mascotte est de s'engager pour un monde moins pollué. Mis en scène dans des décors aquatiques, Fluvi ambitionne de sensibiliser les enfants aux problématiques liées à la protection de l'environnement (eau, développement durable). Si ses bras sont largement ouverts, c'est pour mieux accueillir les touristes. 

## Exploitation
Fluvi est censé illustrer et défendre les deux thèmes majeurs de l'exposition : eau et développement durable, en s'adressant particulièrement aux enfants, auxquels il fait découvrir les mystères de l'eau. Il est également la vedette de dessins animés destinés à l'enfance, visant à sensibiliser les plus jeunes à la durabilité et aux bonnes pratiques environnementales.